# 益山遼太郎
益山 遼太郎（ますやま りょうたろう、1984年8月3日 - ）は、日本の元プロバスケットボールプレイヤー。

## 来歴
鹿児島県出身。中学、高校を全て鹿児島にて過ごす。鴨池中,れいめい高校,鹿児島国際大学卒業。
クラブチームTEAMand1を経て、鹿児島レッドシャークス（後のレノヴァ鹿児島、現鹿児島レブナイズ）を経て、2008年6月1日よりレノヴァ鹿児島に所属していた。
本人公式ブログによれば、2008年時点で「生まれてから23年間、一度も鹿児島を離れたことがない」と発言している。
中学1年時代テニス部に所属しダブルスで九州大会出場という異色の経歴の持ち主。わずかな期間、アメリカにバスケット留学の経験を持つ。
レノヴァ鹿児島の松山晃士とマコ・ラッティーと3人で『3M』という仲良しグループを結成。
現在東京で就職している。
もう一度バスケットへの情熱を燃やし、トライアウトに挑戦する様子をブログで確認することができる。